# 199 Byblis
A 199 Byblis a Naprendszer kisbolygóövében található aszteroida. Christian Heinrich Friedrich Peters fedezte fel 1879. július 9-én.